# Gwamhi-Wuri jezik
Gwamhi-Wuri jezik (lyase =materinski jezik, lyase-ne; ISO 639-3: bga), nigersko-kongoanski jezik skupine kainji, kojim govori 16 000 ljudi (2000) u nigerijskim državama Kebbi i Niger. Postoje dva dijalekta, gwamhi (gwamfanci, gwamfi gwamfawa, abaangi, banga, banganci, bangawa) oko Danka kojim govori pleme Gwamfawa i wuri (wuranci, wurawa) kojim govore Wurawa oko Mage.
Ime Bangawa dali su im Hausa, a banganci označava jezik. Mnogi Gwamfawa akulturiraju se u Lela, a Wurawa u Hause.

## Vanjske poveznice
- Ethnologue (14th)
- Ethnologue (15th)